# Tovomita schomburgkii
Tovomita schomburgkii är en tvåhjärtbladig växtart som beskrevs av Jules Émile Planchon och Triana. Tovomita schomburgkii ingår i släktet Tovomita och familjen Clusiaceae. Inga underarter finns listade i Catalogue of Life.